# 柏灌
柏灌（？—？），又作柏濩或伯雍，是中国传说中蜀國（現四川一帶）的第二代统领氏族。他的事迹史书上少有记载，一半认为柏灌氏统治了古蜀国550年左右（一直持续到公元前11世纪中旬，因为有史书记载魚鳧参加了牧野之战）。一般认为柏灌的部族活动中三星堆遗址、四川彭州市一带。据说温江区寿安镇长青村有一座方圆４亩、高３米的圆形土丘，被当地人称作“八卦山”或“八卦墓”，《温江县志》记载当地传说那是柏灌之墓，“八卦”是“柏灌”的讹写。柏灌氏以鸟为图腾，有说柏灌是“伯鹤”的讹写。